# Tour de Taiwán 2020
La 18.ª edición del Tour de Taiwán fue una carrera de ciclismo en ruta por etapas que se celebró entre el 1 y el 5 de marzo de 2020 con inicio en la ciudad de Taipéi y final en la ciudad de Kaohsiung en República de China (Taiwán). El recorrido constó de un total de 5 etapas sobre una distancia total de 684,52 km.
La carrera hizo parte del circuito UCI Asia Tour 2020 dentro de la categoría 2.1 y fue ganada por el australiano Nicholas White del BridgeLane. Completaron el podio, como segundo y tercer clasificado respectivamente, los también australianos Ryan Cavanagh del St George Continental y Marcus Culey del Sapura.

## Equipos participantes
Tomaron la partida un total de 17 equipos, de los cuales 2 son de categoría UCI ProTeam, 14 Continental y una selección nacional, quienes conformaron un pelotón de 85 ciclistas de los cuales terminaron 82. Los equipos participantes fueron:
| ProTeams (2)- Burgos-BH - Nippo Delko One Provence Equipos continentales (14)- Hrinkow Advarics Cycleang - Memil-CCN Pro Cycling - Team BridgeLane - Black Spoke Pro Cycling Academy - Elevate-Webiplex Pro Cycling - Team Ukyo - Utsunomiya Blitzen - Sapura - Terengganu Inc-TSG Cycling Team - PGN Road Cycling Team - ProTouch - SSOIS Miogee - St George Continental Cycling Team - Cambodia Cycling Academy Equipo nacional- China Taipéi |
| |

## Etapas
| Etapa     | Fecha    | Recorrido                          | type                   | Distancia (km) | Ganador        | Líder          |
| --------- | -------- | ---------------------------------- | ---------------------- | -------------- | -------------- | -------------- |
| 1.ª etapa | 1 de mar | Taipéi – Taipéi                    | etapa llana            | 88,55          | Eric Young     | Eric Young     |
| 2.ª etapa | 2 de mar | Taoyuan – Jiaoban Shan             | etapa de media montaña | 123            | Ryan Cavanagh  | Ryan Cavanagh  |
| 3.ª etapa | 3 de mar | Hsinchu – Taichung                 | etapa de media montaña | 158,5          | Nicholas White | Ryan Cavanagh  |
| 4.ª etapa | 4 de mar | Pingtung – Coastal Industrial Park | etapa llana            | 181,6          | Eric Young     | Ryan Cavanagh  |
| 5.ª etapa | 5 de mar | Kaohsiung – Kaohsiung              | etapa llana            | 132,87         | Eric Young     | Nicholas White |

## Desarrollo de la carrera

### 1.ª etapa
| Taipéi - Taipéi | etapa llana | (88,55 km) |

| \| Clasificación de la etapa \| Clasificación de la etapa \| Clasificación de la etapa \| Clasificación de la etapa \| Clasificación de la etapa \| \| Ciclista \| Ciclista \| Equipo \| Tiempo \| \| \| ------------------------- \| ------------------------- \| ---------------------------- \| ------------------------- \| ------------------------- \| \| 1.º \| Eric Young \| Elevate-Webiplex Pro Cycling \| 1 h 37 min 58 s \| \| \| 2.º \| Eduard-Michael Grosu \| Nippo-Delko One Provence \| + 1 s \| \| \| 3.º \| Manuel Peñalver \| Burgos-BH \| + 1 s \| \| \| 4.º \| Jaume Sureda \| Burgos-BH \| + 1 s \| \| \| 5.º \| Rohan du Plooy \| ProTouch \| + 1 s \| \| \| 6.º \| Sam Bassetti \| Elevate-Webiplex Pro Cycling \| + 1 s \| \| \| 7.º \| Nicholas White \| Team BridgeLane \| + 1 s \| \| \| 8.º \| Jamalidin Novardianto \| Mula Cycling Team \| + 1 s \| \| \| 9.º \| Yuan Tang Peng \| Ljubljana Gusto Santic \| + 1 s \| \| \| 10.º \| Samuel Volkers \| Memil Pro Cycling \| + 1 s \| \| |                       |                              |                 |
| |                       |                              |                 |
| Fuente: ProCyclingStats |                       |                              |                 |
| Clasificación de la etapa |                       |                              |                 |
| Ciclista | Ciclista              | Equipo                       | Tiempo          |
| 1.º | Eric Young            | Elevate-Webiplex Pro Cycling | 1 h 37 min 58 s |
| 2.º | Eduard-Michael Grosu  | Nippo-Delko One Provence     | + 1 s           |
| 3.º | Manuel Peñalver       | Burgos-BH                    | + 1 s           |
| 4.º | Jaume Sureda          | Burgos-BH                    | + 1 s           |
| 5.º | Rohan du Plooy        | ProTouch                     | + 1 s           |
| 6.º | Sam Bassetti          | Elevate-Webiplex Pro Cycling | + 1 s           |
| 7.º | Nicholas White        | Team BridgeLane              | + 1 s           |
| 8.º | Jamalidin Novardianto | Mula Cycling Team            | + 1 s           |
| 9.º | Yuan Tang Peng        | Ljubljana Gusto Santic       | + 1 s           |
| 10.º | Samuel Volkers        | Memil Pro Cycling            | + 1 s           |

| \| Clasificación general \| Clasificación general \| Clasificación general \| Clasificación general \| Clasificación general \| \| Ciclista \| Ciclista \| Equipo \| Tiempo \| \| \| --------------------- \| --------------------- \| ---------------------------- \| --------------------- \| --------------------- \| \| 1.º \| Eric Young \| Elevate-Webiplex Pro Cycling \| 1 h 37 min 48 s \| \| \| 2.º \| Sam Bassetti \| Elevate-Webiplex Pro Cycling \| + 4 s \| \| \| 3.º \| Eduard-Michael Grosu \| Nippo-Delko One Provence \| + 5 s \| \| \| 4.º \| Ben Hill \| Team BridgeLane \| + 6 s \| \| \| 5.º \| Manuel Peñalver \| Burgos-BH \| + 7 s \| \| \| 6.º \| George Simpson \| Elevate-Webiplex Pro Cycling \| + 8 s \| \| \| 7.º \| Robbie Hucker \| Team Ukyo \| + 9 s \| \| \| 8.º \| Ryu Suzuki \| Utsunomiya Blitzen \| + 10 s \| \| \| 9.º \| Jaume Sureda \| Burgos-BH \| + 11 s \| \| \| 10.º \| Rohan du Plooy \| ProTouch \| + 11 s \| \| |                      |                              |                 |
| |                      |                              |                 |
| Fuente: ProCyclingStats |                      |                              |                 |
| Clasificación general |                      |                              |                 |
| Ciclista | Ciclista             | Equipo                       | Tiempo          |
| 1.º | Eric Young           | Elevate-Webiplex Pro Cycling | 1 h 37 min 48 s |
| 2.º | Sam Bassetti         | Elevate-Webiplex Pro Cycling | + 4 s           |
| 3.º | Eduard-Michael Grosu | Nippo-Delko One Provence     | + 5 s           |
| 4.º | Ben Hill             | Team BridgeLane              | + 6 s           |
| 5.º | Manuel Peñalver      | Burgos-BH                    | + 7 s           |
| 6.º | George Simpson       | Elevate-Webiplex Pro Cycling | + 8 s           |
| 7.º | Robbie Hucker        | Team Ukyo                    | + 9 s           |
| 8.º | Ryu Suzuki           | Utsunomiya Blitzen           | + 10 s          |
| 9.º | Jaume Sureda         | Burgos-BH                    | + 11 s          |
| 10.º | Rohan du Plooy       | ProTouch                     | + 11 s          |

### 2.ª etapa
| Taoyuan - Jiaoban Shan | etapa de media montaña | (123 km) |

| \| Clasificación de la etapa \| Clasificación de la etapa \| Clasificación de la etapa \| Clasificación de la etapa \| Clasificación de la etapa \| \| Ciclista \| Ciclista \| Equipo \| Tiempo \| \| \| ------------------------- \| ------------------------- \| ---------------------------------- \| ------------------------- \| ------------------------- \| \| 1.º \| Ryan Cavanagh \| St George Continental Cycling Team \| 2 h 50 min 26 s \| \| \| 2.º \| Chun Kai Feng \| China Taipéi \| + 7 s \| \| \| 3.º \| Hideto Nakane \| Nippo-Delko One Provence \| + 7 s \| \| \| 4.º \| George Simpson \| Elevate-Webiplex Pro Cycling \| + 12 s \| \| \| 5.º \| Nariyuki Masuda \| Utsunomiya Blitzen \| + 12 s \| \| \| 6.º \| Roman Maikin \| Cambodia Cycling Academy \| + 12 s \| \| \| 7.º \| Youcef Reguigui \| Terengganu Inc-TSG Cycling Team \| + 12 s \| \| \| 8.º \| Samuel Volkers \| Memil Pro Cycling \| + 12 s \| \| \| 9.º \| Jaume Sureda \| Burgos-BH \| + 12 s \| \| \| 10.º \| Nicholas White \| Team BridgeLane \| + 12 s \| \| |                 |                                    |                 |
| |                 |                                    |                 |
| Fuente: ProCyclingStats |                 |                                    |                 |
| Clasificación de la etapa |                 |                                    |                 |
| Ciclista | Ciclista        | Equipo                             | Tiempo          |
| 1.º | Ryan Cavanagh   | St George Continental Cycling Team | 2 h 50 min 26 s |
| 2.º | Chun Kai Feng   | China Taipéi                       | + 7 s           |
| 3.º | Hideto Nakane   | Nippo-Delko One Provence           | + 7 s           |
| 4.º | George Simpson  | Elevate-Webiplex Pro Cycling       | + 12 s          |
| 5.º | Nariyuki Masuda | Utsunomiya Blitzen                 | + 12 s          |
| 6.º | Roman Maikin    | Cambodia Cycling Academy           | + 12 s          |
| 7.º | Youcef Reguigui | Terengganu Inc-TSG Cycling Team    | + 12 s          |
| 8.º | Samuel Volkers  | Memil Pro Cycling                  | + 12 s          |
| 9.º | Jaume Sureda    | Burgos-BH                          | + 12 s          |
| 10.º | Nicholas White  | Team BridgeLane                    | + 12 s          |

| \| Clasificación general \| Clasificación general \| Clasificación general \| Clasificación general \| Clasificación general \| \| Ciclista \| Ciclista \| Equipo \| Tiempo \| \| \| --------------------- \| --------------------- \| ---------------------------------- \| --------------------- \| --------------------- \| \| 1.º \| Ryan Cavanagh \| St George Continental Cycling Team \| 4 h 28 min 15 s \| \| \| 2.º \| Chun Kai Feng \| China Taipéi \| + 11 s \| \| \| 3.º \| Hideto Nakane \| Nippo-Delko One Provence \| + 13 s \| \| \| 4.º \| Ben Hill \| Team BridgeLane \| + 17 s \| \| \| 5.º \| George Simpson \| Elevate-Webiplex Pro Cycling \| + 19 s \| \| \| 6.º \| Robbie Hucker \| Team Ukyo \| + 20 s \| \| \| 7.º \| Ryu Suzuki \| Utsunomiya Blitzen \| + 21 s \| \| \| 8.º \| Jaume Sureda \| Burgos-BH \| + 22 s \| \| \| 9.º \| Nicholas White \| Team BridgeLane \| + 22 s \| \| \| 10.º \| Samuel Volkers \| Memil Pro Cycling \| + 22 s \| \| |                |                                    |                 |
| |                |                                    |                 |
| Fuente: ProCyclingStats |                |                                    |                 |
| Clasificación general |                |                                    |                 |
| Ciclista | Ciclista       | Equipo                             | Tiempo          |
| 1.º | Ryan Cavanagh  | St George Continental Cycling Team | 4 h 28 min 15 s |
| 2.º | Chun Kai Feng  | China Taipéi                       | + 11 s          |
| 3.º | Hideto Nakane  | Nippo-Delko One Provence           | + 13 s          |
| 4.º | Ben Hill       | Team BridgeLane                    | + 17 s          |
| 5.º | George Simpson | Elevate-Webiplex Pro Cycling       | + 19 s          |
| 6.º | Robbie Hucker  | Team Ukyo                          | + 20 s          |
| 7.º | Ryu Suzuki     | Utsunomiya Blitzen                 | + 21 s          |
| 8.º | Jaume Sureda   | Burgos-BH                          | + 22 s          |
| 9.º | Nicholas White | Team BridgeLane                    | + 22 s          |
| 10.º | Samuel Volkers | Memil Pro Cycling                  | + 22 s          |

### 3.ª etapa
| Hsinchu - Taichung | etapa de media montaña | (158,5 km) |

| \| Clasificación de la etapa \| Clasificación de la etapa \| Clasificación de la etapa \| Clasificación de la etapa \| Clasificación de la etapa \| \| Ciclista \| Ciclista \| Equipo \| Tiempo \| \| \| ------------------------- \| ------------------------- \| ------------------------------- \| ------------------------- \| ------------------------- \| \| 1.º \| Nicholas White \| Team BridgeLane \| 3 h 40 min 59 s \| \| \| 2.º \| Eric Young \| Elevate-Webiplex Pro Cycling \| + 0 s \| \| \| 3.º \| Jaume Sureda \| Burgos-BH \| + 0 s \| \| \| 4.º \| Emil Andersson \| Memil Pro Cycling \| + 0 s \| \| \| 5.º \| Geórgios Boúglas \| SSOIS Miogee Cycling Team \| + 0 s \| \| \| 6.º \| Youcef Reguigui \| Terengganu Inc-TSG Cycling Team \| + 0 s \| \| \| 7.º \| Christopher Hatz \| Hrinkow Advarics Cycleang \| + 0 s \| \| \| 8.º \| Manuel Peñalver \| Burgos-BH \| + 0 s \| \| \| 9.º \| Timon Loderer \| Hrinkow Advarics Cycleang \| + 0 s \| \| \| 10.º \| Chun Kai Feng \| Bahrain McLaren \| + 0 s \| \| |                  |                                 |                 |
| |                  |                                 |                 |
| Fuente: ProCyclingStats |                  |                                 |                 |
| Clasificación de la etapa |                  |                                 |                 |
| Ciclista | Ciclista         | Equipo                          | Tiempo          |
| 1.º | Nicholas White   | Team BridgeLane                 | 3 h 40 min 59 s |
| 2.º | Eric Young       | Elevate-Webiplex Pro Cycling    | + 0 s           |
| 3.º | Jaume Sureda     | Burgos-BH                       | + 0 s           |
| 4.º | Emil Andersson   | Memil Pro Cycling               | + 0 s           |
| 5.º | Geórgios Boúglas | SSOIS Miogee Cycling Team       | + 0 s           |
| 6.º | Youcef Reguigui  | Terengganu Inc-TSG Cycling Team | + 0 s           |
| 7.º | Christopher Hatz | Hrinkow Advarics Cycleang       | + 0 s           |
| 8.º | Manuel Peñalver  | Burgos-BH                       | + 0 s           |
| 9.º | Timon Loderer    | Hrinkow Advarics Cycleang       | + 0 s           |
| 10.º | Chun Kai Feng    | Bahrain McLaren                 | + 0 s           |

| \| Clasificación general \| Clasificación general \| Clasificación general \| Clasificación general \| Clasificación general \| \| Ciclista \| Ciclista \| Equipo \| Tiempo \| \| \| --------------------- \| --------------------- \| ---------------------------------- \| --------------------- \| --------------------- \| \| 1.º \| Ryan Cavanagh \| St George Continental Cycling Team \| 8 h 09 min 14 s \| \| \| 2.º \| Chun Kai Feng \| China Taipéi \| + 11 s \| \| \| 3.º \| Nicholas White \| Team BridgeLane \| + 12 s \| \| \| 4.º \| Hideto Nakane \| Nippo-Delko One Provence \| + 13 s \| \| \| 5.º \| Jaume Sureda \| Burgos-BH \| + 15 s \| \| \| 6.º \| Ben Hill \| Team BridgeLane \| + 17 s \| \| \| 7.º \| Marcus Culey \| Team Sapura Cycling \| + 19 s \| \| \| 8.º \| George Simpson \| Elevate-Webiplex Pro Cycling \| + 19 s \| \| \| 9.º \| Youcef Reguigui \| Terengganu Inc-TSG Cycling Team \| + 20 s \| \| \| 10.º \| Robbie Hucker \| Team Ukyo \| + 20 s \| \| |                 |                                    |                 |
| |                 |                                    |                 |
| Fuente: ProCyclingStats |                 |                                    |                 |
| Clasificación general |                 |                                    |                 |
| Ciclista | Ciclista        | Equipo                             | Tiempo          |
| 1.º | Ryan Cavanagh   | St George Continental Cycling Team | 8 h 09 min 14 s |
| 2.º | Chun Kai Feng   | China Taipéi                       | + 11 s          |
| 3.º | Nicholas White  | Team BridgeLane                    | + 12 s          |
| 4.º | Hideto Nakane   | Nippo-Delko One Provence           | + 13 s          |
| 5.º | Jaume Sureda    | Burgos-BH                          | + 15 s          |
| 6.º | Ben Hill        | Team BridgeLane                    | + 17 s          |
| 7.º | Marcus Culey    | Team Sapura Cycling                | + 19 s          |
| 8.º | George Simpson  | Elevate-Webiplex Pro Cycling       | + 19 s          |
| 9.º | Youcef Reguigui | Terengganu Inc-TSG Cycling Team    | + 20 s          |
| 10.º | Robbie Hucker   | Team Ukyo                          | + 20 s          |

### 4.ª etapa
| Pingtung - Coastal Industrial Park | etapa llana | (181,6 km) |

| \| Clasificación de la etapa \| Clasificación de la etapa \| Clasificación de la etapa \| Clasificación de la etapa \| Clasificación de la etapa \| \| Ciclista \| Ciclista \| Equipo \| Tiempo \| \| \| ------------------------- \| ------------------------- \| ------------------------------- \| ------------------------- \| ------------------------- \| \| 1.º \| Eric Young \| Elevate-Webiplex Pro Cycling \| 3 h 44 min 59 s \| \| \| 2.º \| Youcef Reguigui \| Terengganu Inc-TSG Cycling Team \| + 0 s \| \| \| 3.º \| Nicholas White \| Team BridgeLane \| + 0 s \| \| \| 4.º \| Eduard-Michael Grosu \| Nippo-Delko One Provence \| + 0 s \| \| \| 5.º \| Chen Chien-liang \| Memil Pro Cycling \| + 0 s \| \| \| 6.º \| Jamalidin Novardianto \| Mula Cycling Team \| + 0 s \| \| \| 7.º \| Jaume Sureda \| Burgos-BH \| + 0 s \| \| \| 8.º \| Manuel Peñalver \| Burgos-BH \| + 0 s \| \| \| 9.º \| Ryu Suzuki \| Utsunomiya Blitzen \| + 0 s \| \| \| 10.º \| Mohd Zamri Saleh \| Terengganu Inc-TSG Cycling Team \| + 0 s \| \| |                       |                                 |                 |
| |                       |                                 |                 |
| Fuente: ProCyclingStats |                       |                                 |                 |
| Clasificación de la etapa |                       |                                 |                 |
| Ciclista | Ciclista              | Equipo                          | Tiempo          |
| 1.º | Eric Young            | Elevate-Webiplex Pro Cycling    | 3 h 44 min 59 s |
| 2.º | Youcef Reguigui       | Terengganu Inc-TSG Cycling Team | + 0 s           |
| 3.º | Nicholas White        | Team BridgeLane                 | + 0 s           |
| 4.º | Eduard-Michael Grosu  | Nippo-Delko One Provence        | + 0 s           |
| 5.º | Chen Chien-liang      | Memil Pro Cycling               | + 0 s           |
| 6.º | Jamalidin Novardianto | Mula Cycling Team               | + 0 s           |
| 7.º | Jaume Sureda          | Burgos-BH                       | + 0 s           |
| 8.º | Manuel Peñalver       | Burgos-BH                       | + 0 s           |
| 9.º | Ryu Suzuki            | Utsunomiya Blitzen              | + 0 s           |
| 10.º | Mohd Zamri Saleh      | Terengganu Inc-TSG Cycling Team | + 0 s           |

| \| Clasificación general \| Clasificación general \| Clasificación general \| Clasificación general \| Clasificación general \| \| Ciclista \| Ciclista \| Equipo \| Tiempo \| \| \| --------------------- \| --------------------- \| ---------------------------------- \| --------------------- \| --------------------- \| \| 1.º \| Ryan Cavanagh \| St George Continental Cycling Team \| 11 h 54 min 13 s \| \| \| 2.º \| Nicholas White \| Team BridgeLane \| + 2 s \| \| \| 3.º \| Chun Kai Feng \| Bahrain McLaren \| + 11 s \| \| \| 4.º \| Jaume Sureda \| Burgos-BH \| + 13 s \| \| \| 5.º \| Youcef Reguigui \| Terengganu Inc-TSG Cycling Team \| + 13 s \| \| \| 6.º \| Hideto Nakane \| Nippo-Delko One Provence \| + 13 s \| \| \| 7.º \| Ben Hill \| Team BridgeLane \| + 17 s \| \| \| 8.º \| Delio Fernández \| Nippo-Delko One Provence \| + 18 s \| \| \| 9.º \| George Simpson \| Elevate-Webiplex Pro Cycling \| + 18 s \| \| \| 10.º \| Marcus Culey \| Team Sapura Cycling \| + 19 s \| \| |                 |                                    |                  |
| |                 |                                    |                  |
| Fuente: ProCyclingStats |                 |                                    |                  |
| Clasificación general |                 |                                    |                  |
| Ciclista | Ciclista        | Equipo                             | Tiempo           |
| 1.º | Ryan Cavanagh   | St George Continental Cycling Team | 11 h 54 min 13 s |
| 2.º | Nicholas White  | Team BridgeLane                    | + 2 s            |
| 3.º | Chun Kai Feng   | Bahrain McLaren                    | + 11 s           |
| 4.º | Jaume Sureda    | Burgos-BH                          | + 13 s           |
| 5.º | Youcef Reguigui | Terengganu Inc-TSG Cycling Team    | + 13 s           |
| 6.º | Hideto Nakane   | Nippo-Delko One Provence           | + 13 s           |
| 7.º | Ben Hill        | Team BridgeLane                    | + 17 s           |
| 8.º | Delio Fernández | Nippo-Delko One Provence           | + 18 s           |
| 9.º | George Simpson  | Elevate-Webiplex Pro Cycling       | + 18 s           |
| 10.º | Marcus Culey    | Team Sapura Cycling                | + 19 s           |

### 5.ª etapa
| Kaohsiung - Kaohsiung | etapa llana | (132,87 km) |

| \| Clasificación de la etapa \| Clasificación de la etapa \| Clasificación de la etapa \| Clasificación de la etapa \| Clasificación de la etapa \| \| Ciclista \| Ciclista \| Equipo \| Tiempo \| \| \| ------------------------- \| ------------------------- \| ------------------------------- \| ------------------------- \| ------------------------- \| \| 1.º \| Eric Young \| Elevate-Webiplex Pro Cycling \| 2 h 45 min 33 s \| \| \| 2.º \| Nicholas White \| Team BridgeLane \| + 0 s \| \| \| 3.º \| Yuan Tang Peng \| Ljubljana Gusto Santic \| + 0 s \| \| \| 4.º \| Youcef Reguigui \| Terengganu Inc-TSG Cycling Team \| + 0 s \| \| \| 5.º \| Samuel Volkers \| Memil Pro Cycling \| + 0 s \| \| \| 6.º \| Ben Hill \| Team BridgeLane \| + 0 s \| \| \| 7.º \| Rohan du Plooy \| ProTouch \| + 0 s \| \| \| 8.º \| Manuel Peñalver \| Burgos-BH \| + 0 s \| \| \| 9.º \| Jaume Sureda \| Burgos-BH \| + 0 s \| \| \| 10.º \| Benjamín Prades \| Team Ukyo \| + 0 s \| \| |                 |                                 |                 |
| |                 |                                 |                 |
| Fuente: ProCyclingStats |                 |                                 |                 |
| Clasificación de la etapa |                 |                                 |                 |
| Ciclista | Ciclista        | Equipo                          | Tiempo          |
| 1.º | Eric Young      | Elevate-Webiplex Pro Cycling    | 2 h 45 min 33 s |
| 2.º | Nicholas White  | Team BridgeLane                 | + 0 s           |
| 3.º | Yuan Tang Peng  | Ljubljana Gusto Santic          | + 0 s           |
| 4.º | Youcef Reguigui | Terengganu Inc-TSG Cycling Team | + 0 s           |
| 5.º | Samuel Volkers  | Memil Pro Cycling               | + 0 s           |
| 6.º | Ben Hill        | Team BridgeLane                 | + 0 s           |
| 7.º | Rohan du Plooy  | ProTouch                        | + 0 s           |
| 8.º | Manuel Peñalver | Burgos-BH                       | + 0 s           |
| 9.º | Jaume Sureda    | Burgos-BH                       | + 0 s           |
| 10.º | Benjamín Prades | Team Ukyo                       | + 0 s           |

## Clasificaciones finales
Las clasificaciones finalizaron de la siguiente forma:

### Clasificación general
| \| Clasificación general \| Clasificación general \| Clasificación general \| Clasificación general \| Clasificación general \| \| Ciclista \| Ciclista \| Equipo \| Tiempo \| \| \| --------------------- \| --------------------- \| ---------------------------------- \| --------------------- \| --------------------- \| \| 1.º \| Nicholas White \| Team BridgeLane \| 14 h 39 min 42 s \| \| \| 2.º \| Ryan Cavanagh \| St George Continental Cycling Team \| + 4 s \| \| \| 3.º \| Marcus Culey \| Team Sapura Cycling \| + 14 s \| \| \| 4.º \| Chun Kai Feng \| Bahrain McLaren \| + 15 s \| \| \| 5.º \| Jaume Sureda \| Burgos-BH \| + 17 s \| \| \| 6.º \| Youcef Reguigui \| Terengganu Inc-TSG Cycling Team \| + 17 s \| \| \| 7.º \| Hideto Nakane \| Nippo-Delko One Provence \| + 17 s \| \| \| 8.º \| Ben Hill \| Team BridgeLane \| + 21 s \| \| \| 9.º \| Delio Fernández \| Nippo-Delko One Provence \| + 22 s \| \| \| 10.º \| George Simpson \| Elevate-Webiplex Pro Cycling \| + 22 s \| \| |                 |                                    |                  |
| |                 |                                    |                  |
| Fuente: ProCyclingStats |                 |                                    |                  |
| Clasificación general |                 |                                    |                  |
| Ciclista | Ciclista        | Equipo                             | Tiempo           |
| 1.º | Nicholas White  | Team BridgeLane                    | 14 h 39 min 42 s |
| 2.º | Ryan Cavanagh   | St George Continental Cycling Team | + 4 s            |
| 3.º | Marcus Culey    | Team Sapura Cycling                | + 14 s           |
| 4.º | Chun Kai Feng   | Bahrain McLaren                    | + 15 s           |
| 5.º | Jaume Sureda    | Burgos-BH                          | + 17 s           |
| 6.º | Youcef Reguigui | Terengganu Inc-TSG Cycling Team    | + 17 s           |
| 7.º | Hideto Nakane   | Nippo-Delko One Provence           | + 17 s           |
| 8.º | Ben Hill        | Team BridgeLane                    | + 21 s           |
| 9.º | Delio Fernández | Nippo-Delko One Provence           | + 22 s           |
| 10.º | George Simpson  | Elevate-Webiplex Pro Cycling       | + 22 s           |

### Clasificación por puntos
| Clasificación por puntos | Clasificación por puntos | Clasificación por puntos        | Clasificación por puntos | Clasificación por puntos |
| Ciclista                 | Ciclista                 | Equipo                          | Puntos                   |                          |
| ------------------------ | ------------------------ | ------------------------------- | ------------------------ | ------------------------ |
| 1.º                      | Eric Young               | Elevate-Webiplex Pro Cycling    | 66 pts                   |                          |
| 2.º                      | Nicholas White           | Team BridgeLane                 | 61 pts                   |                          |
| 3.º                      | Jaume Sureda             | Burgos-BH                       | 50 pts                   |                          |
| 4.º                      | Youcef Reguigui          | Terengganu Inc-TSG Cycling Team | 41 pts                   |                          |
| 5.º                      | Manuel Peñalver          | Burgos-BH                       | 37 pts                   |                          |
| 6.º                      | Samuel Volkers           | Memil Pro Cycling               | 24 pts                   |                          |
| 7.º                      | Rohan du Plooy           | ProTouch                        | 24 pts                   |                          |
| 8.º                      | Eduard-Michael Grosu     | Nippo-Delko One Provence        | 22 pts                   |                          |
| 9.º                      | Ben Hill                 | Team BridgeLane                 | 21 pts                   |                          |
| 10.º                     | Sam Bassetti             | Elevate-Webiplex Pro Cycling    | 21 pts                   |                          |

### Clasificación de la montaña
| Clasificación de la montaña | Clasificación de la montaña | Clasificación de la montaña        | Clasificación de la montaña | Clasificación de la montaña |
| Ciclista                    | Ciclista                    | Equipo                             | Puntos                      |                             |
| --------------------------- | --------------------------- | ---------------------------------- | --------------------------- | --------------------------- |
| 1.º                         | Marcus Culey                | Team Sapura Cycling                | 22 pts                      |                             |
| 2.º                         | Roman Maikin                | Cambodia Cycling Academy           | 22 pts                      |                             |
| 3.º                         | James Oram                  | Black Spoke Pro Cycling Academy    | 18 pts                      |                             |
| 4.º                         | Ryan Cavanagh               | St George Continental Cycling Team | 15 pts                      |                             |
| 5.º                         | Oleksandr Polivoda          | SSOIS Miogee Cycling Team          | 15 pts                      |                             |
| 6.º                         | Florian Dumourier           | Cambodia Cycling Academy           | 15 pts                      |                             |
| 7.º                         | Nur Aiman Zariff            | Team Sapura Cycling                | 15 pts                      |                             |
| 8.º                         | George Simpson              | Elevate-Webiplex Pro Cycling       | 14 pts                      |                             |
| 9.º                         | Samuel Volkers              | Memil Pro Cycling                  | 13 pts                      |                             |
| 10.º                        | Chun Kai Feng               | Bahrain McLaren                    | 12 pts                      |                             |

### Clasificación por equipos
| Clasificación por equipos | Clasificación por equipos       | Clasificación por equipos | Clasificación por equipos |
| Equipo                    | Equipo                          | Tiempo                    |                           |
| ------------------------- | ------------------------------- | ------------------------- | ------------------------- |
| 1.º                       | Memil-CCN Pro Cycling           | 44 h 00 min 24 s          |                           |
| 2.º                       | Burgos-BH                       | + 0 s                     |                           |
| 3.º                       | Hrinkow Advarics Cycleang       | + 0 s                     |                           |
| 4.º                       | Team Ukyo                       | + 0 s                     |                           |
| 5.º                       | Team BridgeLane                 | + 0 s                     |                           |
| 6.º                       | Terengganu Inc-TSG Cycling Team | + 0 s                     |                           |
| 7.º                       | Black Spoke Pro Cycling Academy | + 0 s                     |                           |
| 8.º                       | Utsunomiya Blitzen              | + 0 s                     |                           |
| 9.º                       | Elevate-Webiplex Pro Cycling    | + 1 min 11 s              |                           |
| 10.º                      | Nippo Delko One Provence        | + 2 min 20 s              |                           |

## Evolución de las clasificaciones
| Etapa                   | Vencedor                | Clasificación general | Clasificación por puntos | Clasificación de la montaña | Clasificación del mejor asiático | Clasificación por equipos |
| ----------------------- | ----------------------- | --------------------- | ------------------------ | --------------------------- | -------------------------------- | ------------------------- |
| 1.ª                     | Eric Young              | Eric Young            | Sam Bassetti             | no otorgado                 | Ryu Suzuki                       | Elevate-Webiplex          |
| 2.ª                     | Ryan Cavanagh           | Ryan Cavanagh         | Sam Bassetti             | Ryan Cavanagh               | Chun Kai Feng                    | St George Continental     |
| 3.ª                     | Nicholas White          | Ryan Cavanagh         | Jaume Sureda             | Roman Maikin                | Chun Kai Feng                    | Memil                     |
| 4.ª                     | Eric Young              | Ryan Cavanagh         | Eric Young               | Roman Maikin                | Chun Kai Feng                    | Memil                     |
| 5.ª                     | Eric Young              | Nicholas White        | Eric Young               | Marcus Culey                | Chun Kai Feng                    | Memil                     |
| Clasificaciones finales | Clasificaciones finales | Nicholas White        | Eric Young               | Marcus Culey                | Chun Kai Feng                    | Memil                     |

## UCI World Ranking
El Tour de Taiwán otorgó puntos para el UCI World Ranking para corredores de los equipos en las categorías UCI WorldTeam, UCI ProTeam y Continental. Las siguientes tablas muestran el baremo de puntuación y los 10 corredores que obtuvieron más puntos:
| Posición              | 1.º | 2.º | 3.º | 4.º | 5.º | 6.º | 7.º | 8.º | 9.º | 10.º | 11.º | 12.º | 13.º-15.º | 16.º-25.º |
| Clasificación general | 125 | 85  | 70  | 60  | 50  | 40  | 35  | 30  | 25  | 20   | 15   | 10   | 5         | 3         |
| Por etapa             | 14  | 5   | 3   |     |     |     |     |     |     |      |      |      |           |           |
| Líder                 | 3   |     |     |     |     |     |     |     |     |      |      |      |           |           |

| Clasificación |                 |                          |         |       |       |       |
| Posición      | Ciclista        | Equipo                   | General | Etapa | Líder | Total |
| ------------- | --------------- | ------------------------ | ------- | ----- | ----- | ----- |
| 1.º           | Nicholas White  | BridgeLane               | 125     | 22    | -     | 147   |
| 2.º           | Ryan Cavanagh   | St George Continental    | 85      | 14    | 9     | 108   |
| 3.º           | Marcus Culey    | Sapura                   | 70      | -     | -     | 70    |
| 4.º           | Chun Kai Feng   | Selección de Taiwán      | 60      | 5     | -     | 65    |
| 5.º           | Jaume Sureda    | Burgos-BH                | 50      | 3     | -     | 53    |
| 6.º           | Eric Young      | Elevate-Webiplex         | -       | 47    | 3     | 50    |
| 7.º           | Youcef Reguigui | Terengganu Inc. TSG      | 40      | 5     | -     | 45    |
| 8.º           | Hideto Nakane   | NIPPO DELKO One Provence | 35      | 3     | -     | 38    |
| 9.º           | Benjamin Hill   | BridgeLane               | 30      | -     | -     | 30    |
| 10.º          | Delio Fernández | NIPPO DELKO One Provence | 25      | -     | -     | 25    |